# 헥사트라이아콘탄산
헥사트라이아콘탄산(영어: hexatriacontanoic acid) 또는 헥사트라이아콘틸산(영어: hexatriacontylic acid)은 화학식이 CH3(CH2)34COOH인 36개의 탄소로 구성된 긴 사슬의 포화 지방산이다.

## 같이 보기
- 매우 긴사슬 지방산